# Valley Cottage
Valley Cottage är en så kallad census-designated place i kommunen Clarkstown i Rockland County i delstaten New York. Vid 2020 års folkräkning hade Valley Cottage 9 038 invånare.